# 罗伯特·赫布拉斯
罗伯特·赫布拉斯（法語：Robert Hébras，1925年6月29日—2023年2月11日），生于法国奥拉杜尔，是1944年6月10日奥拉杜尔大屠杀中幸存的六个人之一。
这场血腥屠杀中唯一一位女性幸存者名为玛格丽特·鲁芳歇，在战后的法国她被视为纳粹暴行的全国性象征。她独自一人逃离了成为死亡陷阱的乡村教堂，在那里最终有207名儿童和254名妇女被党卫军掐死或者烧死。

## 生平
罗伯特·赫布拉斯、冉-马塞尔·达图、马蒂伍·玻利、克莱门·布鲁萨迪、于凡·罗比和皮埃尔-亨利·普塔罗则是被机枪扫射的186名男性平民中仅有的六名幸存者。这六人有的是被压在自己同伴的尸体下，他们都躺在龙迪粮仓里假装死去。因为党卫军的行凶者爬上了成堆的尸体，射杀那些仍然可以活动的人。在这场杀戮结束一刻钟之后，党卫军为消除屠杀的痕迹放火点燃了这个粮仓。皮埃尔-亨利·普塔罗则从火中逃离地太早，最终被一个作为看守留下的党卫军成员击中头部，死了在墓地附近。
剩下的五人为了免于一死一直躺在焚烧的尸体下面直到他们自己也被烧着。罗伯特·赫布拉斯说：“我的左臂和我的头发已经烧着了。那是一种可怕的疼痛，所以我被迫跑出粮仓。”成功地逃出焚烧的村庄的五个男性中，有三个在密集的枪击下受了重伤，罗伯特·赫布拉斯也是其中之一。一颗子弹射入了他的腿部，另一颗擦过了他的手腕。
赫布拉斯家庭的一半成员——母亲玛丽亚、9岁的女儿德尼斯和22岁的女儿歌里奥哥特——都死于奥拉都尔的灭绝暴行。除了儿子罗伯特·赫布拉斯以外幸免于难的只有在大屠杀当天恰巧在奥拉都尔之外帮助一个农民友人的父亲和最大的女儿拉尼，拉尼已经出嫁，所以住在外地。
1944年6月10日之后，罗伯特·赫布拉斯积极参加抵抗纳粹的活动，在战争最后一年中为法国抵抗派一方战斗。1983年他作为证人在当时的东德参加了对在奥拉都尔行凶的罪犯海因茨·巴尔特的审讯。2003年一部由德国导演伯多·凯泽制作的题为《与罗伯特·赫布拉斯的相遇——追寻消逝生命的踪迹》的纪录片得以公映。
在对纳粹时期的回忆、纪念和反思方面，罗伯特·赫布拉斯以其作为时代见证人和书籍作者的投入热情尤其功不可没。终其一生，这位昔日的抵抗运动斗士都致力于德国与法国之间的和解。尽管年事已高，但是罗伯特·赫布拉斯今天依然从事着受难村庄废墟的导游工作。他乐意接受年轻人——尤其是中小学生、大学生、志愿者和纪念活动工作人员的采访和录像，今天依旧活跃于纪念中心的工作岗位上。
此外，这位专业技师还长期担任国家受难者家庭联合会主席的职位，直至今天依然是奥拉都尔昔日参战者大会的主席。
罗伯特·赫布拉斯已婚，有一个儿子和三个孙辈，住在奥拉都尔附近的圣于里安。除了冉-马塞尔·达图，他是逃脱了奥拉都尔大屠杀的幸存者中唯一一个尚在人世的。
2008年3月份罗伯特·赫布拉斯将被奥地利纪念所授予奥地利大屠杀纪念奖。

## 著作

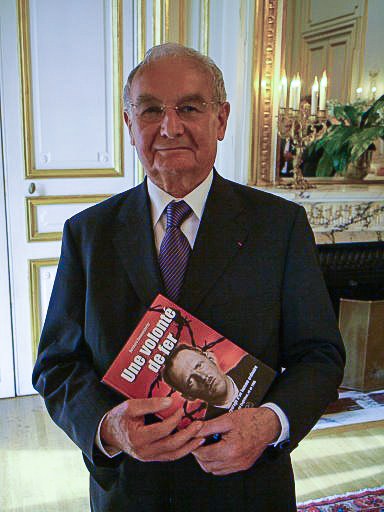
罗伯特·赫布拉斯

- Robert Hébras: Oradour-Sur-Glane, le drame heure par heure, ISBN 2-909826-00-7
- André Desourtreaux & Robert Hébras: Oradour/Glane, notre village assassiné, ISBN 2-84702-003-9